# 亥の子餅
亥の子餅（いのこもち）とは、亥の子に際して作られる餅。玄猪餅（げんちょもち）、厳重（げんじゅう）とも呼ばれる。亥の子（旧暦10月（亥の月）の亥の日）の亥の刻（午後10時ごろ）に食べられる。俳句の季語では冬にあたり、菓子店では新暦10月よりも旧暦10月（新暦11月）に入ってから販売されることが多い。

## 形状
名称に亥（猪）の文字が使われていることから、餅の表面に焼きごてを使い、猪ないしその幼体に似せた色模様を付けたものや、餅に猪の姿の焼印を押したもの、単に紅白の餅、餅の表面に茹でた小豆をまぶしたものなど、地方により大豆、小豆、ササゲ、胡麻、栗、柿、飴など素材に差異があり、特に決まった形・色・材料はない。

## 歴史

### 概要
江戸時代後期の屋代弘賢の『古今要覧稿』の玄猪の項目では、「蔵人式」（橘広相撰）の中に、禁中年中行事の1つとして記されていること、橘広相は貞観年間に存命していたことから、いつごろから亥の子餅に関する行事が行なわれていたか定かではないが、貞観年間には宮中行事として、行なわれていたと推察している。

### 宮中の年中行事
かつては、旧暦10月・上亥日に禁裏では、亥の子餅を群臣に下賜していた。
能勢からの亥の子餅が献上されていたが、宮中においても亥の子餅が作られた。官職の高低により、下賜される亥の子餅の色（黒・赤・白）と包み紙の仕様に厳格な決まりがあった。亥の子餅の色は、公卿までは黒色の餅・四品の殿上人までは赤色の餅などである。また、3回にわたって、亥の子餅の下賜があったが、3度とも同じ色の餅ではなかった。賞玩のために色（黒・赤・白）を変えていたという。

### 室町幕府の年中行事
室町幕府の年中行事として、旧暦10月・上亥日に亥子祝い・玄猪餅進上があった。

### 江戸幕府の年中行事
江戸幕府の年中行事として、亥の子を祝する行事（玄猪の祝い）があった。
10月朔日（ついたち）は玄猪の祝いを行う。この日より囲炉裏を開いて、炉で鍋を焼き、火鉢で火を盛る習慣があった。幕府では、大名・諸役人に対して、10月朔日、七つ半（午後5時）に江戸城への登城を命じ、将軍から白・赤・黄・胡麻・萌黄の5色の鳥の子餅を拝領して、戌の刻（午後7～9時）に退出する。玄猪の祝いに参加する将軍・大名・諸役人の服装は熨斗目長裃（のしめながかみしも）と規定されている。また、この日の夜は江戸城の本丸・西の丸の大手門・桜田門外・下乗所（げじょうしょ）に釣瓶（つるべ）式の大篝火（かがりび）が焚かれる。

## 摂津国能勢における亥の子餅

### 概要
1870年（明治3年）まで、摂津国能勢（のせ）（現在の大阪府豊能町）にある木代村（きしろむら）・切畑村（きりはたむら）・大円村（おおまるむら）から、毎年、旧暦10月の亥の日に、宮中に亥の子餅を献上していた。そのことから、能勢には亥の子餅に関して以下のような伝承が伝わっている。

### 伝承
仲哀天皇9年、12月に神功皇后は、自ら将帥となり、三韓に出兵した。筑紫に還啓された後、皇太子（応神天皇）が誕生した。
仲哀天皇10年、2月に穴門・豊浦宮を出発し、群郷百僚を率いて海路をとり、大和に凱旋する途中に、皇太子の異母兄である香阪（かごさか）・忍熊（おしくま）の二王子が、やがて皇太子が即位することを嫉（ねた）んだ。二王子が相謀り、皇太子を迎え討って殺害しようと大軍を率いた。上陸するのを待つ間、戦の勝敗を卜（ぼく）して（占って）、能勢（大阪府）の山に入り、「祈狩」（うけいがり）を催した。
「戦に勝つならば、良獣を獲られるであろう」と言っていたが、まもなく、大猪が現われ、香阪王に飛び掛った。香阪王は驚いて、近くの大樹によじ登ったが、猪は大樹の根を掘り起こし、遂に香阪王は死亡した。忍熊王はこの事を聞き、怪しみ恐れて、住吉に軍勢を退いた。
神功皇后はこの事を聞かれて、武内宿禰に忍熊王を討伐を命じた。忍熊王は戦に破れ、山城国宇治に退き、さらに近江国瀬田に逃れたが、死亡した。これにより、皇后・皇太子は、無事に大和の都に凱旋した。その後、神功皇后が崩御し、皇太子（応神天皇）が即位した。応神天皇は、皇太子の時に、猪に危難を救われた事を思い出して、吉例として、詔を発して、能勢・木代村、切畑村、大円村より、毎年10月の亥の日に供御を行うように命じ、亥の子餅の献上の起源であると言い伝えられている。

### 調理過程
能勢から、宮中へ献上される亥の子餅（能勢餅（のせもち）とも言う）（近世ごろ）の調理方法が「禁裏献上 能勢のおいの子」に記載されている。
10月に入ると、猪子役人の当番の者が御所御賄所に出頭し、御用の数を伺う、「合数伺い」を行う。この時に、御賄所より、その数（合数）を記した御書付を下される「御書下げ」があり、調理準備に入る。
1合とは、1箱のことである。献上の数は一定していないが、約100合から150合である。
亥の日7日前になると、献上する亥の子餅を作る家には、亥の子餅を調理する場所・道具・使用する井戸を木代村では、真言宗・善福寺（どんどろ大師善福寺）、切畑村は法華宗・法性寺の僧侶を請じて、それぞれ清めの加持を行った後に調理が始まる。
1. 糯米（もちごめ）を洗い清めて、水に浸す。
2. 蒸篭（せいろう）に入れて、糯米を蒸す。
3. 別に小豆（あずき）を蒸した糯米に合せる。
4. 合せた糯米を挺樋（ねりおけ）と呼ばれる四斗樽の樋に投じて2本の棒を用いて「エイエイ」と掛声をしながら、こねつける。やがて、淡紅色の猪の色に似た餅が出来る。
5. 長さ6寸・幅4寸・深さ1寸5分の箱に餅を詰め、別に煮た小豆の釜に沈殿した餡を流しかける。
6. 餡を流しかけた餅の上に、薄く切った方形に切った栗の実を6個並べ、その上に更に、熊笹の葉2枚で覆う。

餅は猪肉、栗は猪の骨、熊笹は牙を模しているという。

### 花器・御玄猪
華道の池坊で使用される花器の一つに、御玄猪（おげんちょ）があり、金属製である。この御玄猪は池坊41世専明が考案した。亥の子餅は、丸三宝の上に載せられていた。これをもとにして薄端花器を考案して、銘を御玄猪とした。